# Prosciutto toscano
Le prosciutto toscano DOP est un type de jambon d'appellation d'origine protégée produit en Toscane.

## Histoire
Les règles qui réglementaient les méthodes d'abattage des porcs et le traitement de sa viande remontent, en Toscane, au VIIIe siècle, mais ce n'est que plusieurs centaines d'années plus tard, sous le gouvernement Médicis, que l'on trouve la première preuve de lois visant expressément à réglementer et à protéger le processus de production du jambon toscan, lois qui ont été promulguées sans changement jusqu'à nos jours.

## Mode de production
La production commence par la séparation des cuisses du reste du corps de l'animal, suivie d'un assaisonnement avec du sel, du poivre, des arômes naturels et des épices. Tous les jambons sont munis d'un sceau inamovible qui indique la date à laquelle commence le processus d'affinage, qui doit durer au moins 12 mois, au terme desquels il est possible d'apposer la marque typique sur le produit prouvant qu'il a respecté les normes obligatoires pour pouvoir porter la classification appellation d'origine protégée (AOP).
À la fin du processus de fabrication, le produit est plutôt arrondi, avec une forme arrondie à l'extrémité supérieure, et un poids qui varie entre 7,5 et 10 kg ; à l'intérieur, la viande varie entre différentes nuances de rouge et la quantité de graisse détectable est particulièrement faible, ce qui confère au produit un goût délicat et en même temps complexe, savoureux et légèrement épicé, résultat également de la technique d'assaisonnement particulière utilisée.
La partie sans couenne du prosciutto toscano AOP est en forme de V et entièrement poivrée.